# Żona rzeźnika
Żona rzeźnika (org. The Butcher's Wife) – amerykańska komedia romantyczna z elementami fantasy.

## Treść[1]
U wybrzeży Karoliny Północnej na jednej z wysp mieszka Marina (Demi Moore), piękna dziewczyna obdarzona darem jasnowidzenia. Dziewczyna wierzy, że jej przyszły mąż wyłoni się z morza. Kiedy więc u brzegu jej wyspy pojawia się spędzający urlop na łódce Leo Lemake, młody rzeźnik z Manhattanu, Marina uznaje go za swojego wybranka. Po dwóch dniach znajomości Marina i Leo pobierają się i wyjeżdżają do Nowego Jorku. Młody małżonek jest zdumiony, gdy docierają do niego plotki o tajemniczej mocy Mariny.

## Obsada
- Demi Moore - Marina Lemke
- Jeff Daniels - doktor Alex Tremor
- George Dzundza - Leo Lemke
- Mary Steenburgen - Stella Keefover
- Frances McDormand - Grace
- Margaret Colin - Robyn Graves
- Max Perlich - Eugene
- Miriam Margolyes - Gina
- Christopher Durang - pan Liddle
- Luis Avalos - Luis
- Helen Hanft - Molly
- Elizabeth Lawrence - Grammy D'Arbo
- Diane Salinger - Trendoid